# فيلق الثوريا
يشير مصطلح فيلق الثوريا، يعرف كذلك باسم العجان الثوريا، إلى أحد عناصر الشرطة السرية التابعة لـ معمر القذافيs .
في سبتمبر 2011، أثناء معركة بني وليد خلال ثورة 17 فبراير، يذكر أن أفراد فيلق الثوريا كانوا جزءًا من قوة الدفاع الموالية للقذافي أثناء معركة بني وليد.